# Soja warzywna

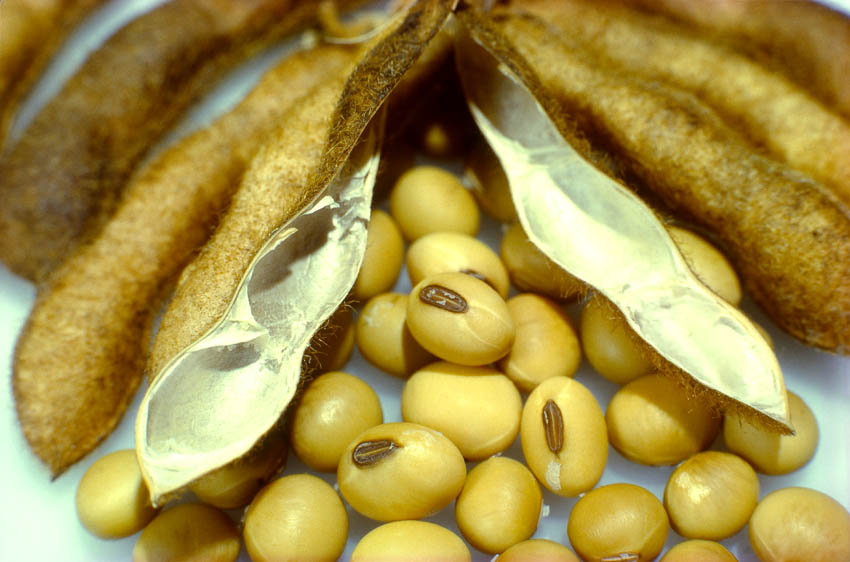
Owoce i nasiona

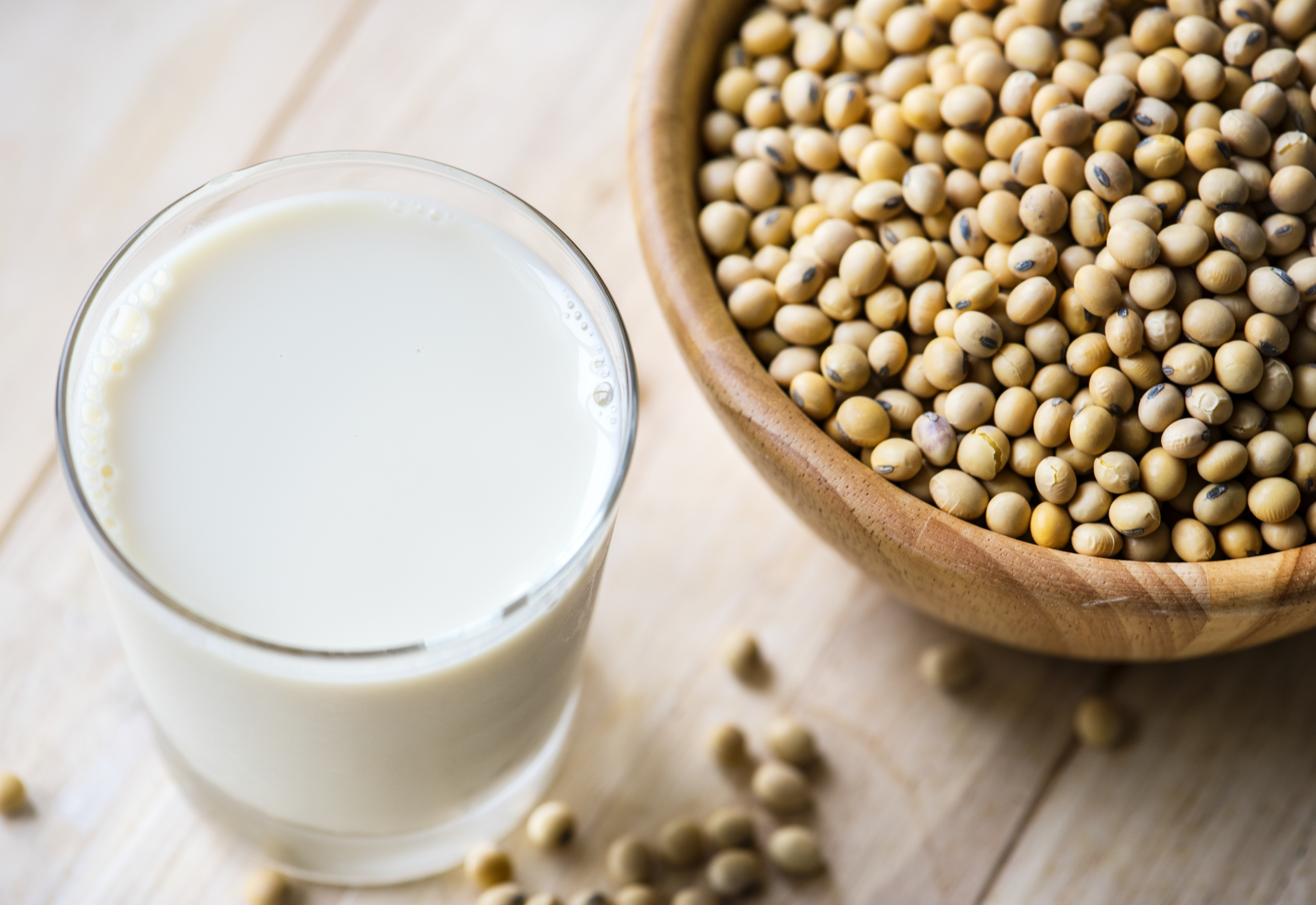
Mleko sojowe

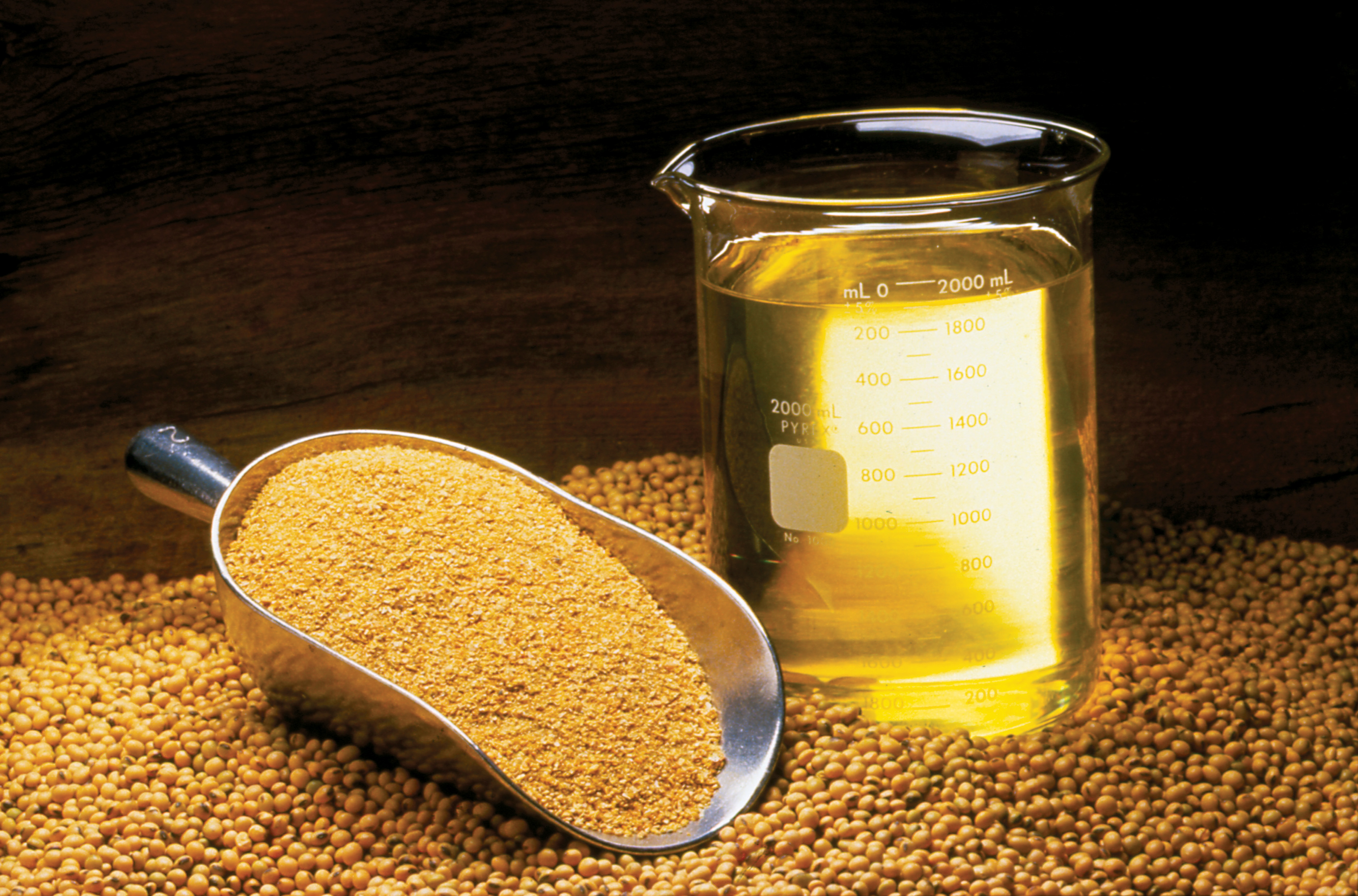
Olej sojowy

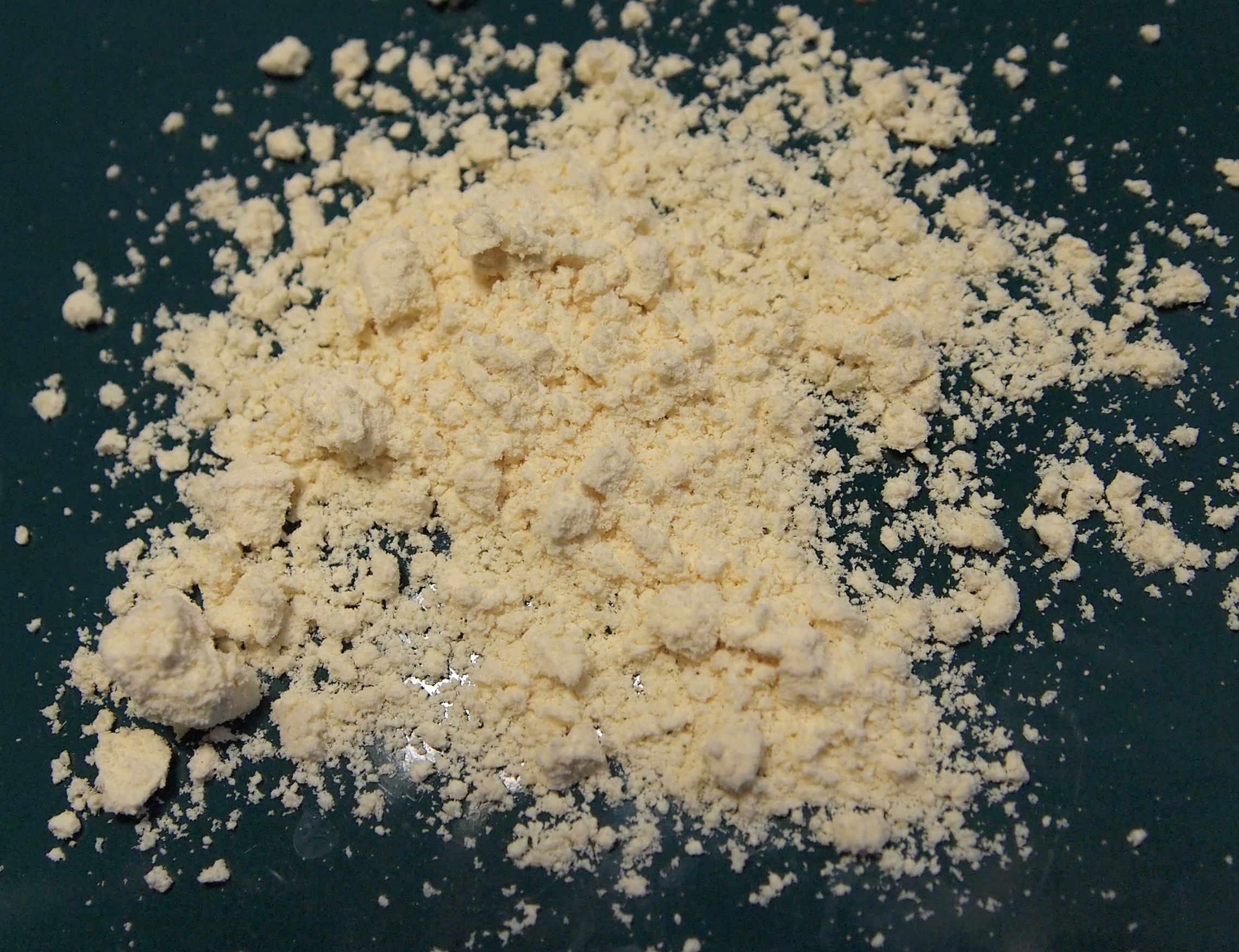
Mąka sojowa

Soja warzywna, s. owłosiona, s. zwyczajna, s. szorstka (Glycine max (L.) Merr.) – gatunek rośliny jednorocznej należący do rodziny bobowatych. Pochodzi z południowo-wschodniej Azji. W Polsce jest rzadko uprawiana, czasami przejściowo dziczejąca.

## Morfologia
ŁodygaDorasta do 1 m wysokości.
LiścieZłożone, trójlistkowe.
KwiatyMotylkowate (grzbieciste) o barwie fioletowej.
OwoceStrąki szorstko owłosione. Zawierają 1-4 nasiona bogate w białko i tłuszcz. Są małe, owalne i mają różnorodne zabarwienie – od żółtego poprzez brunatne i zielone do czarnego.

## Zastosowanie
- Jest rośliną uprawną z grupy tzw. roślin strączkowych. Nasiona soi są bardzo ważnym surowcem do produkcji pasz i stanowią też cenny pokarm dla człowieka. Produkty spożywcze wytwarzane z soi są szczególnie chętnie włączane do diety przez wegetarian, jako alternatywa dla mięsa. Na bazie nasion soi wytwarza się takie produkty, jak: olej sojowy, mączka sojowa, kasza sojowa, mleko sojowe, tofu, tempeh, lecytyna. Preparaty z soi dodawane są do różnych przetworów, m.in. konserw mięsnych, wędlin – dodatek soi podnosi ich wartości odżywcze. Nasiona soi zawierają bardzo dużo w porównaniu z innymi roślinami, bo aż 30–50% białka, przy czym mają bardzo odpowiedni dla człowieka skład aminokwasów. Ponadto zawierają dużo tłuszczu (14–24%), oraz witaminy z grupy B.
- Historia uprawy: pochodzi z Azji, prawdopodobnie wyhodowana została z soi ussuryjskiej. W Chinach uprawiana była od 4 tys. lat. Obecnie 45% areału jej upraw znajduje się w USA, skąd pochodzi około 55% światowej produkcji. Pozostali najwięksi producenci soi to Brazylia, Argentyna, Chiny oraz Indie. W Polsce jest rzadko uprawiana, gdyż wymaga ona dużo ciepła i stałych umiarkowanych opadów. Na niewielką skalę uprawiane są odmiany dostosowane do klimatu, jaki panuje w Polsce.
- Choroby:
  - wirusowe: mozaika soi, nekroza tytoniu na soi
  - bakteryjne: bakteryjna ospowatość soi, bakteryjna plamistość soi
  - wywołane przez lęgniowce i grzyby: antraknoza soi, chwościk soi, czarna zgnilizna korzeni soi, fomoza soi, fuzarioza soi, mączniak rzekomy soi, rizoktonioza soi, septorioza soi, zgorzel siewek[4].

| Najwięksi producenci soi (2008) (w milionach ton) | Najwięksi producenci soi (2008) (w milionach ton) |
| ------------------------------------------------- | ------------------------------------------------- |
| Stany Zjednoczone                                 | 80,5                                              |
| Brazylia                                          | 59,9                                              |
| Argentyna                                         | 46,2                                              |
| Chiny                                             | 15,5                                              |
| Indie                                             | 9,0                                               |
| Paragwaj                                          | 6,8                                               |
| Kanada                                            | 3,3                                               |
| Boliwia                                           | 1,6                                               |
| Indonezja                                         | 0,8                                               |
| Łącznie na świecie                                | 230,9 mln ton                                     |

- Jest najważniejszą na świecie rośliną oleistą. Otrzymywanego z jej nasion oleju używa się do sałatek, do smażenia, wyrobu ciast i produkcji margaryny. W przemyśle wytwarza się z niego mydło, farby i smary[6].
- Większość produkowanej soi stanowi soja transgeniczna. Udział soi GMO w ogólnoświatowej produkcji w 2008 roku wynosił 70%[7] i stale wykazuje tendencję rosnącą.[potrzebny przypis]

## Wpływ na zdrowie
Metaanaliza przeprowadzona na badaniach obejmujących 452 916 uczestników wykazała liniową zależność pomiędzy spożyciem soi i obniżeniem ryzyka wystąpienia raka piersi.
Mąka sojowa zawiera inhibitor trypsyny, który może być przyczyną przerostu trzustki. Hipertrofię i hiperplazję trzustki obserwowano u zwierząt po podaniu surowej mąki sojowej lub oczyszczonego inhibitora trypsyny. W postaci surowej soja zawiera wiele składników mogących negatywnie wpłynąć na organizm odżywiających się nią zwierząt. Czynniki antyodżywcze zmniejszają ilość przyswajanych aminokwasów, witamin i soli mineralnych. Do właściwego wykorzystania substancji odżywczych zawartych w soi konieczna jest obróbka cieplna.
W pojedynczych badaniach zaobserwowano spadek ilości wytwarzanego testosteronu u mężczyzn spożywających produkty sojowe, jednakże metaanaliza z 2010 neguje wyżej opisaną zależność. Zawarte w nasionach soi fitoestrogeny mogą potencjalnie wpływać na zdrowie zarówno kobiet, jak i mężczyzn. Badania dostarczyły słabych przesłanek do stwierdzenia pozytywnych skutków spożycia soi na zdrowie kobiet. Między innymi badano zmniejszenie ryzyka wystąpienia nowotworów w okresie poprzedzającym menopauzę. Badania wpływu produktów sojowych na zdrowie mężczyzn dotyczyły między innymi wpływu na płodność i jakość nasienia. Negatywny wpływ na jakość nasienia nie został potwierdzony.